# Rockford (Washington)
Rockford és una població dels Estats Units a l'estat de Washington. Segons el cens del 2000 tenia 413 habitants.

## Demografia
Segons el cens del 2000, Rockford tenia 413 habitants, 149 habitatges, i 111 famílies. La densitat de població era de 234,5 habitants per km².
Dels 149 habitatges en un 40,3% hi vivien nens de menys de 18 anys, en un 59,1% hi vivien parelles casades, en un 9,4% dones solteres, i en un 25,5% no eren unitats familiars. En el 20,8% dels habitatges hi vivien persones soles el 9,4% de les quals corresponia a persones de 65 anys o més que vivien soles. El nombre mitjà de persones vivint en cada habitatge era de 2,77 i el nombre mitjà de persones que vivien en cada família era de 3,17.
Per edats la població es repartia de la següent manera: un 29,1% tenia menys de 18 anys, un 7,3% entre 18 i 24, un 26,9% entre 25 i 44, un 23% de 45 a 60 i un 13,8% 65 anys o més.
L'edat mediana era de 38 anys. Per cada 100 dones de 18 o més anys hi havia 98 homes.
La renda mediana per habitatge era de 40.227 $ i la renda mediana per família de 45.125 $. Els homes tenien una renda mediana de 31.339 $ mentre que les dones 25.417 $. La renda per capita de la població era de 16.411 $. Aproximadament l'11,9% de les famílies i el 12,1% de la població estaven per davall del llindar de pobresa.

## Poblacions més properes
El següent diagrama mostra les poblacions més properes.